# 程羽 (明朝)
程羽，南城人，是一名明朝政治人物。
程羽曾于景泰年间(1450～1456年)接替邹良任延平府知府一职，景泰年间由饶桓接任。

## 延伸阅读
[在维基数据编辑]